# Pawn
Pour les autres significations, voir Pawn (homonymie).
Pour plus de détails, voir Fiche technique et Distribution.
Pawn est un thriller américain écrit et réalisé par David A. Armstrong, sorti en 2013.

## Synopsis
Un hold-up a lieu dans un restaurant tenu par la mafia. Mais celui-ci n'a pour but que de masquer la récupération d'un disque dur qui contient toutes les informations des collaborateurs de celle-ci. Et lorsque le hold-up tourne mal pour se transformer en prise d'otage, tous les protagonistes (mafia, police, flics ripoux, gangsters) décident de jouer leurs propres jeu pour récupérer les précieuses informations.

## Fiche technique
- Titre original et français : Pawn
- Réalisation : David A. Armstrong
- Scénario : Jay Anthony White
- Pays d’origine :  États-Unis
- Langue originale : anglais
- Durée : 88 minutes
- Dates de sortie[2] :
  - États-Unis : 19 avril 2013

## Distribution
- Sean Faris (VF : Rémi Caillebot)  : Nick
- Nikki Reed : Amanda
- Forest Whitaker (VF : Marc-Antoine Frédéric) : Will
- Marton Csokas (VF : Philippe Roullier ) : lieutenant Barnes
- Ray Liotta (VF : Frédéric Souterelle) : l'homme au costume
- Michael Chiklis (VF : Arnaud Romain) : Derrick
- Jessica Szohr (VF : Émilie Vié) : Bonnie
- Stephen Lang : Charlie
- Ronald Guttman  : Yuri